# Phan Anh (người dẫn chương trình)
Hoàng Phan Anh (sinh ngày 30 tháng 7 năm 1981 tại Hà Nội) là một người dẫn chương trình, diễn viên, người mẫu ảnh và nhà hoạt động xã hội người Việt Nam.

## Tiểu sử
Phan Anh tốt nghiệp Trường Đại học Công đoàn. Sau đó, anh sang Mỹ học MBA. Phan Anh thường xuyên tham gia làm MC cho Đài Phát thanh - Truyền hình Hà Nội, VTC, VTV và các chương trình truyền hình thực tế, ca nhạc và gameshow.

## Một số chương trình truyền hình tham gia

### Thần tượng âm nhạc Việt Nam
Anh dẫn dắt chương trình ở mùa thứ 3, mùa thứ 5 và mùa thứ 7 (Trừ đêm Gala và trao giải).

### Giọng hát Việt
Anh dẫn dắt chương trình cùng với Phương Mai ở mùa đầu tiên, dẫn cùng với Diễm My ở mùa thứ 2 và dẫn cùng với Phạm Mỹ Linh ở mùa thứ 3.

### Cuộc đua kỳ thú
Anh dẫn dắt chương trình này ở mùa thứ 4.

### 12 cá tính lên đường xuyên Việt
Anh dẫn dắt chương trình cùng với Phương Trinh ở mùa thứ 3 và dẫn cùng với MC Thanh Vân ở mùa thứ 5.

### Gặp gỡ diễn viên truyền hình 2015
Anh dẫn dắt chương trình vào dịp Tết Ất Mùi 2015.

### Gặp gỡ VTV
Anh dẫn dắt chương trình trong năm 2014.

### Cặp đôi hoàn hảo
Anh dẫn dắt cùng với Thanh Ngọc ở mùa đầu tiên và dẫn cùng với Cát Tường ở mùa thứ 3.

### Táo quân
Anh dẫn dắt chương trình trong năm 2011.

### Một số sự kiện
- Liên Hoan Tiếng Hát Hoa Phượng Đỏ toàn quốc lần thứ 8 (2014)
- Liên Hoan Tiếng Hát Hoa Phượng Đỏ toàn quốc lần thứ 10 (2016)
- Liên Hoan Tiếng Hát Hoa Phượng Đỏ toàn quốc lần thứ 13 (2019)
- Chung kết Hoa hậu Hoàn vũ Việt Nam 2015

### Một số phim truyền hình tham gia
| Năm  | Phim truyền hình  | Vai diễn   | Kênh | Đạo diễn                         | Chú thích |
| ---- | ----------------- | ---------- | ---- | -------------------------------- | --------- |
| 2011 | Cầu vồng tình yêu | Thế Hiển   | VTV3 | NSND Trọng Trinh, Bùi Tiến Huy   |           |
| 2011 | Cõ lẽ bởi vì yêu  | Nam Anh    | VTC1 | Nguyễn Khải Anh                  |           |
| 2013 | Bản di chúc bí ẩn | Hoàng Dũng | VTV3 | Trinh Lê Phong                   |           |
| 2022 | Lối nhỏ vào đời   | Hoàng      | VTV1 | Nguyễn Đức Hiếu, Lê Đỗ Ngọc Linh |           |

### Phim điện ảnh
| Năm  | Phim truyền hình      | Vai diễn | Đạo diễn        | Chú thích |
| ---- | --------------------- | -------- | --------------- | --------- |
| 2012 | Lời nguyền huyết ngải | Bình     | Bùi Thạc Chuyên |           |

### Người chơi - Khách mời
- Bố ơi! Mình đi đâu thế? (2014) - cùng con gái
- Ơn giời, cậu đây rồi! (2014)
- Đuổi hình bắt chữ (28/1/2017, mùng 1 Tết Đinh Dậu - Người chơi)
- Không giới hạn - Sasuke Việt Nam mùa 1 (khách mời bình luận)

## Hoạt động xã hội
Trong một lần trả lời phỏng vấn, Phan Anh đã chia sẻ về quan điểm sống của mình như sau: "Tôi cố gắng trở thành một người tốt, sống có tâm và có tình. Đó là 3 chữ T cần thiết. Còn trong các mối quan hệ xã hội nói chung thì tôi chọn 2 chữ T: tử tế".
Vì thế, anh thường lên tiếng với tư cách cá nhân về những vấn đề nhức nhối trong xã hội. Tháng 10 năm 2016, anh cũng từng cạo trọc đầu sau khi đến Châu Phi, để lưu ý sự quan tâm của mọi người cho động vật hoang dã, thực hiện video clip "Xin hãy thay đổi vì Thế hệ tương lai" được lan truyền rộng.

### Vụ tranh luận trên truyền hình
Ngày 30 tháng 5 năm 2016, trên chương trình "60 phút Mở" trên VTV1 do nhà báo Tạ Bích Loan đảm nhận vai trò MC cùng nhiều khách mời như nhà báo Hồng Thanh Quang, nhiếp ảnh gia Na Sơn, nhà báo Hoàng Minh Trí (biệt danh Cu Trí), chuyên gia tâm lý hành vi Phạm Mạnh Hà, có nội dung xoay quanh câu hỏi "Động cơ đằng sau mỗi chia sẻ trên mạng xã hội là gì?', trong đó nhấn vào câu chuyện Phan Anh chia sẻ clip thí nghiệm cá chết ở Vũng Áng của VTC. Các khách mời tham gia chương trình đã liên tục chất vấn về động cơ của Phan Anh khi chia sẻ clip lên Facebook.
Phan Anh bày tỏ quan điểm về quyền được chia sẻ thông tin, quan điểm chia sẻ cần được tôn trọng và trao đổi trên tinh thần dân chủ. Anh giải thích việc chia sẻ thông tin còn có mục đích khác và mong người đọc tìm hiểu kỹ trước khi soi xét. Lời giải thích này được nhà báo Hồng Thanh Quang cho là sự ngụy biện và cho rằng không ai quan tâm đến việc Phan Anh đang nghĩ gì mà họ sẽ tin vào thông tin chia sẻ của Phan Anh là sự thật. Ông Quang cho rằng, việc không kiểm duyệt thông tin từ nhiều nguồn trước khi chia sẻ là mấu chốt biến động cơ tốt đẹp thành tác động xấu đến xã hội, "Bạn đã làm nhiều người đặt niềm tin vào chỗ không nên đặt niềm tin".
Chuyên gia tâm lý hành vi Phạm Mạnh Hà, phân tích và cho rằng Phan Anh chia sẻ clip hai con cá chết do một số nhu cầu, trong đó có "nhu cầu quyền lực". Nhà báo Hoàng Minh Trí (Facebook Cu Trí) cáo buộc "Phan Anh chia sẻ mà không cần biết con cá ấy là loại gì, nước múc lên ấy là loại gì". Ông Trí so sánh việc đưa tin lên Facebook của MC Phan Anh như "nhỏ thêm một giọt nước", là "củng cố một cái tin thất thiệt".
Chương trình được xem là thành công vì tạo được sự tranh luận đa chiều trên mạng xã hội, tuy nhiên có nhiều ý kiến phản đối cách làm của VTV1, xem chương trình như là màn "đấu tố" với 6 người ép 1, cũng như có thông tin cho biết chương trình bị cắt xén nhiều và biên tập lại, trong đó cắt một câu nói của Phan Anh, đại ý: "Tôi phải tin VTC chứ vì đó là nguồn tin chính thống, đài truyền hình lâu đời của nhà nước. Cũng như mọi người tin vào cái phóng sự... quét rau giả làm sâu của VTV vậy...".
Sau phóng sự, Phan Anh phủ nhận việc bị chèn ép trong '60 phút mở' và trấn an dư luận trước nhiều luồng bình luận thiếu tích cực.

### Thực hiện clip gửi thế hệ tương lai
Tháng 9 năm 2016, Phan Anh gây sự chú ý của dư luận với video clip xin lỗi thế hệ tương lai và kêu gọi "Xin hãy thay đổi vì thế hệ tương lai" với những trăn trở về những vấn đề nhức nhối trong xã hội hiện nay, như những tiêu cực xã hội và vấn đề hàng giả, thực phẩm bẩn, sự vô cảm của con người và với thông điệp nhắn gửi mọi người: "Đừng im lặng"...".

### Tranh cãi quanh việc kêu gọi từ thiện lũ lụt
Riêng đối với MC Phan Anh thì trong hoàn cảnh này, tôi thấy đó là một việc làm được nhiều người hoan nghênh.
Tiến sĩ Nguyễn Quang A trả lời RFA
Ngày 16 tháng 10 năm 2016, sau vụ lũ lụt tại miền Trung Việt Nam năm 2016, Phan Anh đã kêu gọi tài trợ trên trang Facebook cá nhân để ủng hộ đồng bào miền Trung bị lũ lụt. Chỉ sau 4 ngày, anh thu được 16 tỷ đồng do các cá nhân tự nguyện đóng góp. Ngày 20 tháng 10 năm 2016, Phan Anh quyết định khóa tài khoản để ngừng nhận tiền đóng góp,, số tiền lúc này đã lên tới 24 tỷ, và thông báo kêu gọi cộng đồng hãy chuyển hướng chia sẻ cho các nhóm hoạt động thiện nguyện khác, với lý do: "Sức tụi mình cũng có hạn và khó có thể đáp ứng được hết mong mỏi của mọi người". Luật sư Nguyễn Văn Thành đã phản bác những thông tin cho là việc vận động tiền ủng hộ của Phan Anh là vi phạm pháp luật, "về mặt bản chất đây là quan hệ giao dịch dân sự tặng cho tài sản giữa nhiều cá nhân, tổ chức khác nhau với MC Phan Anh..... việc làm mang ý chí cá nhân, thuộc quyền định đoạt của MC Phan Anh". Sau khi trực tiếp đi vào vùng lũ lụt hỗ trợ đồng bào tại Hà Tĩnh - Quảng Bình vào cuối tháng 10, anh và các tình nguyện viên đã chi hỗ trợ nạn nhân đợt đầu 3 tỷ đồng trong số tiền trên.
Sau chuyến từ thiện, vẫn còn hơn 20 tỷ đồng quyên góp trong tài khoản Phan Anh. Phan Anh quyết định chuyển số tiền trên sang tài khoản khác của một người bạn để có cơ chế cùng kiểm soát minh bạch hơn khi 2 người đồng tài khoản Phan Anh tuyên bố tất cả các giấy tờ như hóa đơn, sao kê, hình ảnh từng người dân nhận bò,v.v... được đăng tại website www.tuthiendelamgi.com  Có nhiều ý kiến nghi ngờ việc Phan Anh đã chiếm dụng luôn số tiền 24 tỷ này, có người cho rằng "Thực ra chuyện Phan Anh có dùng số tiền đó hay không chả ai biết trừ mỗi anh ta, nói anh ta đã dùng tiền đó cho bản thân thì cũng không chắc đúng, và nói không thì cũng chả có bằng chứng gì chứng minh.". Ca sĩ Duy Mạnh thì ám chỉ: "Bão số 10 là một cơn bão rất to sẽ tiến vào miền trung. Rồi sau cơn bão sẽ xuất hiện, rất nhiều nhà từ thiện đứng lên hô hào quyên góp tiền, ủng hộ đồng bào miền trung! Rồi sau đó đồng bào miền Trung mỗi hộ được phát vài thùng mì gói để tạm qua cơn đói. Còn những nhà hô hào quyên góp thì sau đó sắm xe đẹp, xây nhà to!".
Năm 2018, sau trận lũ ở Hà Giang, Phan Anh tiếp tục kêu gọi từ thiện và chiều ngày 26/6. Chỉ sau 4 giờ, nguồn tiền ủng hộ lên đến 300.000.000 đồng. Tuy nhiên, nhiều người nhận ra điểm vô lý trong nguồn tiền. Cụ thể, Phan Anh đăng bài viết chỉ vào khoảng 3 giờ chiều ngày 26/6, thế nhưng số tiền trong hình ảnh đăng tải được ghi nhận vào lúc 22h14 phút cùng ngày. Nhiều người nghi ngờ Phan Anh đã ăn chặn tiền từ thiện ủng hộ lũ quét ở Hà Giang. Sau đó, Phan Anh lên tiếng giải thích sai sót là do "lỗi hoạt động của ngân hàng"
Năm 2021, nhân sự việc Bộ Công an rà soát việc làm từ thiện nhiều nghệ sĩ, Phan Anh đã công bố toàn bộ sao kê tiền từ thiện trên trang cá nhân gây được nhiều sự chú ý. Nam MC cũng tuyên bố: 'Tôi đã sao kê 5 năm trước, giờ nếu thấy dấu hiệu tôi ăn chặn từ thiện, hãy tố cáo'.

## Gia đình
Năm 2006, Phan Anh lập gia đình với Dương Tuấn Ngọc, cũng sinh năm 1981. Hai người quen nhau qua một số anh em sinh viên. Họ đã có 7 năm tìm hiểu trước khi tiến tới hôn nhân. Dương Ngọc làm việc trong ngành ngân hàng. Hai vợ chồng có một cửa hàng bán quần áo thời trang và có ba người con (2 con trai và một con gái).

## Giải thưởng
- Giải Mai Vàng 2010 mục "Người dẫn chương trình được yêu thích nhất".[20]